# 2 Become 1
Singles de Spice Girls
Say You'll Be There Mama
(1996)
2 Become 1 est le troisième single du groupe Spice Girls, extrait de son 1er opus Spice. Le single est sorti le 16 décembre 1996 au Royaume-Uni. Le titre est écrit par Les Spice Girls, ainsi que Richard Stannard et Matt Rowe.
Le single est un succès en arrivant à la 1re place des meilleures ventes de singles au Royaume-Uni dès le jour de sa sortie, l’érigeant alors comme le 1er Christmas Number One Single du groupe dans ce pays,. Il se vend à 462 000 exemplaires en une semaine,. Il se classe à la 1re place dans de nombreux pays comme l’Irlande où il reste pendant six semaines. Il s’érige également au 1er rang en Espagne, mais aussi en Écosse. Il se classe dans le top 2, mais aussi dans le top 5 de nombreux pays comme Autriche, Danemark, Finlande, France, Italie, Pays-Bas, Norvège, Suède et en Suisse,,,. Aux États-Unis, le titre arrive à la 4e position des meilleures ventes.
La chanson est nommée Song of the Year lors des London Music Awards en 1998.
Au niveau mondial, la chanson est considérée comme un classique de la musique pop moderne,,,.
En 2019, la chanson est reprise par Emma Bunton en duo avec Robbie Williams, pour son 4e opus My Happy Place.

## Historique
Dès 1994, les cinq Britanniques se croisent et font connaissance durant différentes auditions pour des films et comédies musicales (Cats, Tank Girl, etc.)[réf. nécessaire], jusqu'à la publication en 1994 d'une annonce dans le journal The Stage (en), au sujet d'une audition pour former un groupe féminin. Le groupe, d'abord appelé Touch, est formé en mars 1994. Environ 400 candidates ont auditionné.
Parmi elles sont retenues : Victoria Adams (qui deviendra après son mariage Victoria Beckham), Melanie Brown, Melanie Chisholm, Geri Halliwell et Michelle Stephenson. Les cinq jeunes femmes vont suivre des cours de chant et de danse, en vue d'enregistrer un premier disque. Au bout de quelques mois seulement, Michelle Stephenson quitte le groupe. En effet, sa mère étant atteinte d'une maladie grave, elle préfère retourner à ses études pour pouvoir se consacrer à elle. Après son départ, leur professeur de chant, Pepi Lemer, leur présente l'une de ses élèves, Emma Bunton, qui devient immédiatement sa remplaçante.
Pour faciliter le travail et cultiver une dynamique de groupe, les filles emménagent dans la même maison, où elles vivront et répèteront ensemble plusieurs mois durant. Le groupe change bientôt de nom pour se baptiser Spice puis Spice Girls (un rappeur américain portant déjà le nom Spice à l'époque). 
Mécontentes de la direction prise par leur premier manager (port de vêtements identiques, chansons à l'eau-de-rose…), les Spice Girls décident de se passer des services de Chris Herbert, et d'en trouver un nouveau : il s'agit de Simon Fuller, ancien manager d'Annie Lennox. Avec son aide et après avoir frappé à la porte de plusieurs maisons de disques, elles décrochent un contrat chez Virgin. En 1995, commence donc l'enregistrement de leur premier album, Spice.
En juillet 1996, après avoir fait une première tournée des clubs au Royaume-Uni, les Spice Girls sortent leur premier single, Wannabe, contre la volonté de leur maison de disques. En effet, Virgin Records souhaitait privilégier la chanson Love Thing comme premier single mais finit par céder. La chanson provoque un véritable raz-de-marée, déclenchant alors la « Spice Mania », un phénomène de société mondial, équivalent à celui de la « Beatlemania »,,,,,.

## Sujet
2 Become 1 est une ballade pop, qui parle de la façon dont le lien de deux amants peut devenir si fort qu'ils deviennent pratiquement une seule entité, à travers l'acte sexuel, tout en y abordant la protection lors de rapport intime,.

## Performance commerciale
Le single est un succès en arrivant à la 1re place des meilleures ventes de singles au Royaume-Uni dès le jour de sa sortie, l’érigeant alors comme le 1er Christmas Number One Single du groupe dans ce pays,. Il se vend à 462 000 exemplaires en une semaine,. Il se classe à la 1re place dans de nombreux pays comme l’Irlande où il reste pendant six semaines. Il s’érige également au 1er rang en Espagne, mais aussi en Écosse. Il se classe dans le top 2, mais aussi dans le top 5 de nombreux pays comme Autriche, Danemark, Finlande, France, Italie, Pays-Bas, Norvège, Suède et en Suisse,,,. Aux États-Unis, le titre arrive à la 4e position des meilleures ventes.

## Clip vidéo
Le clip vidéo qui accompagne la chanson est réalisé par Stephen Keith-Roach. Il y démontre les cinq chanteuses à Times Square à New-York, habillées en vêtements d’hiver, chantant à travers une multitude d’effets spéciaux,,.

## Récompenses et distinctions
La chanson est nommée Song of the Year lors des London Music Awards en 1998.

## Impact et héritage
Au niveau mondial, la chanson est considérée comme un classique de la musique pop moderne,,,.

## Liste et formats
| - Royaume-Uni CD1/Australie CD/Brésil CD/Europe CD/Afrique du Sud CD 1. 2 Become 1 (single version) – 4:05 2. 2 Become 1 (orchestral version) – 4:05 3. One of These Girls – 3:33 4. Wannabe (Junior Vasquez (en) Remix Edit) – 5:57 - Royaume-Uni CD2 1. 2 Become 1 (single version) – 4:05 2. 2 Become 1 (Dave Way (en) Remix) – 4:01 3. Sleigh Ride – 3:18 - Europe CD 2 titres/France CD 1. 2 Become 1 (single version) – 4:05 2. 2 Become 1 (orchestral version) – 4:05 - Japon CD 1. 2 Become 1 (single version) – 4:05 2. 2 Become 1 (orchestral version) – 4:05 3. One of These Girls – 3:33 4. Sleigh Ride – 3:18 | - US CD1 1. 2 Become 1 (single version) – 4:05 2. One of These Girls – 3:33 - US CD2 1. 2 Become 1 (single version) – 4:05 2. 2 Become 1 (Dave Way Remix) – 4:01 3. One of These Girls – 3:33 4. 2 Become 1 (Spanish version) – 4:05 5. 2 Become 1 (orchestral version) – 4:05 - Espagne 12 vinyl single 1. A1: 2 Become 1 (single version) – 4:05 2. A2: 2 Become 1 (orchestral version) – 4:05 3. B1: Wannabe (Junior Vasquez Remix Edit) – 5:57 4. B2: One of These Girls – 3:33 - Royaume-Uni 12 vinyl single 1. A1: 2 Become 1 (Dave Way Remix) – 4:01 2. B1: Wannabe (Junior Vasquez Remix Edit) – 5:57 3. B2: Wannabe (Junior Vasquez Gomix Dub) – 6:36 |

## Classement hebdomadaire
| Classement (1996–97)               | Peak position |
| ---------------------------------- | ------------- |
| Australie                          | 2             |
| Autriche                           | 9             |
| Flandres                           | 11            |
| Wallonie                           | 5             |
| Canada                             | 3             |
| Danemark                           | 7             |
| Pays-Bas                           | 2             |
| European Hot 100 Singles           | 3             |
| Finlande                           | 9             |
| French Singles Chart               | 4             |
| Allemagne                          | 13            |
| Iceland (Íslenski Listinn Topp 40) | 13            |
| Irlande                            | 1             |
| Italie                             | 9             |
| Nouvelle-Zélande                   | 3             |
| Norvège                            | 3             |
| Écosse (OCC)                       | 1             |
| Espagne                            | 1             |
| Suède                              | 7             |
| Suisse                             | 10            |
| Royaume-Uni (UK Singles Chart)     | 1             |
| US Billboard Hot 100               | 4             |
| US Billboard Adult Contemporary    | 8             |
| US Billboard Mainstream Top 40     | 4             |

## Reprises
En 2019, la chanson est reprise par Emma Bunton en duo avec Robbie Williams, pour son 4e opus My Happy Place.